# Осокина улица
Осо́кина улица — улица в Кронштадте. Отходит от Советской улицы в сторону улицы Восстания (соединена с последней дворовым проездом) между улицами Комсомола и Рошаля.
Протяжённость магистрали — 200 метров (с проездом — 245 метров).

## История
С начала XIX века на месте улицы существовала Осокина площадь, так как ранее в этом месте болотом, заросшим осокой, заканчивалась Большая Екатерининская улица (ныне — Советская) П. Н. Столпянский в своём «Путеводителе» также говорит об Осокиной площади, описывая развалины Кронштадтского театра.
Со временем территория площади была застроена, и в октябре 1973 года название было преобразовано в Осокину улицу. На месте бывшей площади в настоящее время находится сквер Кирова (с бюстом С. М. Кирова), ограниченный проездами Осокиной улицы.

## Транспорт

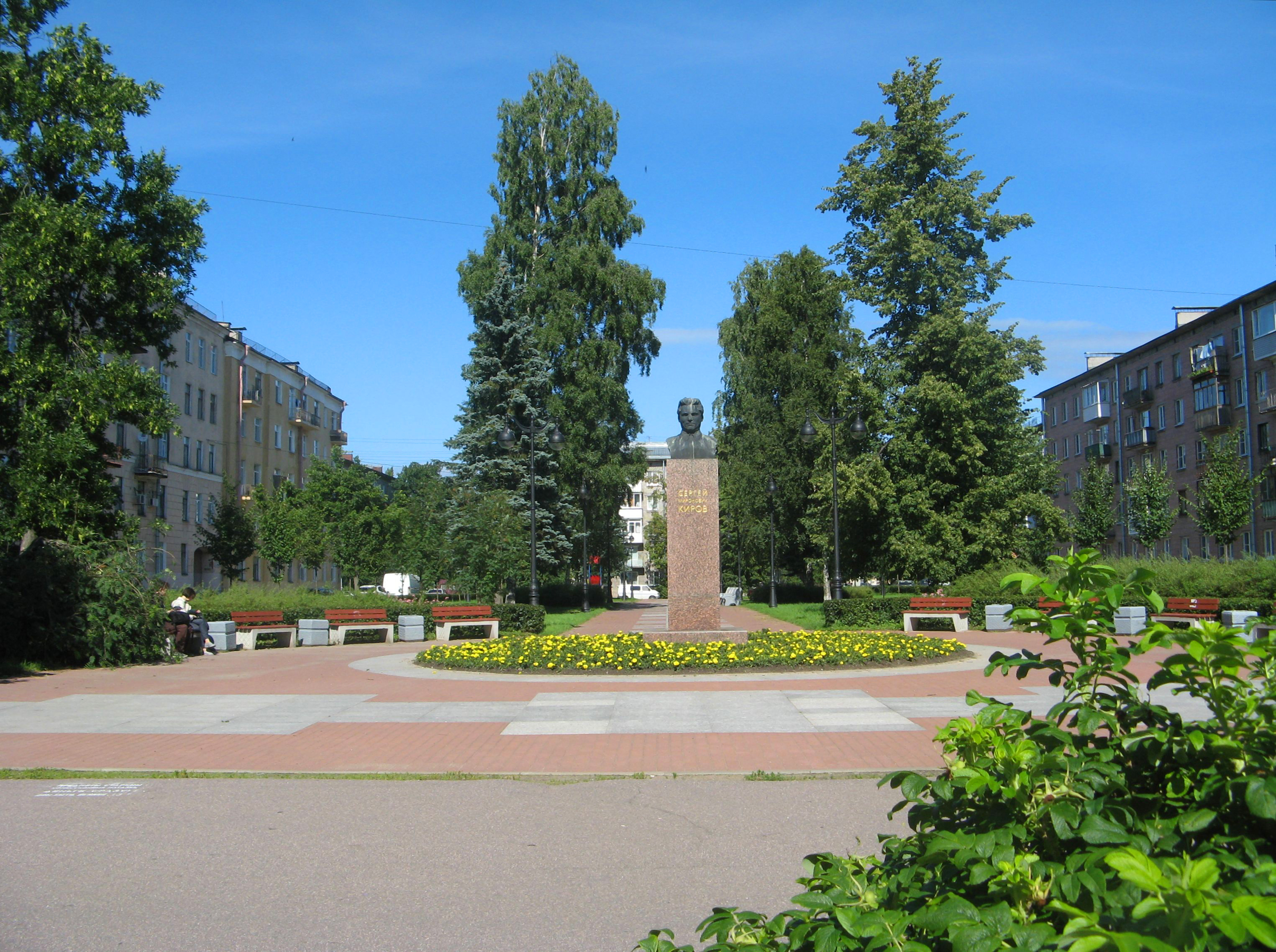
Сквер Кирова

На пересечении с Советской улицей:
- Автобусы: № 1Кр, 2Кр[6].

## Пересечения
С Севера на юг:
- улица Восстания (соединена проездом)
- Широкая улица
- улица Гусева
- Советская улица

## Интересные факты
Вопреки распространённой манере прочтения названия улицы как улица Осокина, её настоящее название — Осокина улица (первое в наименовании — краткое притяжательное прилагательное, за которым следует статусная часть), что закреплено в Постановлении правительства Санкт-Петербурга № 117 от 6 февраля 2006 года «О Реестре названий объектов городской среды» в перечне всех проездов Санкт-Петербурга, названия которых содержат форму краткого притяжательного прилагательного женского рода.